# Grand Gedeh County
Grand Gedeh County (Alternativschreibungen Grand Gedah, Grand Jide) ist eine Verwaltungsregion (County) in Liberia, sie hat eine Größe von 10.484 km² und besaß bei der letzten Volkszählung (2008) 125.258 Einwohner.
Die Verwaltungsregion untergliedert sich in acht Distrikte. Die Hauptstadt ist Zwedru im Distrikt Tchien.
| Distrikt    | Ew. (2008) männlich | Ew. (2008) weiblich | Ew. (2008) Gesamt |
| ----------- | ------------------- | ------------------- | ----------------- |
| B'hai       | 5.024               | 5.343               | 10.367            |
| Cavala      | 7.300               | 6.859               | 14.159            |
| Gbao        | 6.197               | 6.127               | 12.324            |
| Gboe-Ploe   | 3.267               | 3.004               | 6.271             |
| Glio-Twarbo | 4.778               | 4.252               | 9.030             |
| Konobo      | 13.365              | 11.340              | 24.705            |
| Putu        | 9.044               | 7.382               | 16.426            |
| Thien       | 16.019              | 15.957              | 31.976            |
| Grand Gedeh | 64.994              | 60.264              | 125.258           |

Die Region liegt im Osten Liberias und grenzt an die Republik Elfenbeinküste. Erst im Jahr 2000 wurde die Region River Gee von Grand Gedeh abgespalten. Eine bedeutende Volksgruppe in Grand Gedeh sind die Krahn.

## Flagge
Die Flagge von Grand Gedeh zeigt die Sonne, die hinter einem grünen Berg aufgeht, vor dem Hintergrund zweier Streifen. Von diesen steht der weiße Streifen für die Reinheit des Herzens und der blaue für Frieden und Prosperität.

## Politik
Bei den 2005 durchgeführten ersten demokratischen Senatswahlen nach dem Bürgerkrieg wurde Isaac Wehyee Nyenabo von der NDPL und William Cheyety Sandy von der COTOL gewählt.